# Diospyros rabiensis
Diospyros rabiensis är en tvåhjärtbladig växtart som beskrevs av Franciscus Jozef Breteler. Diospyros rabiensis ingår i släktet Diospyros och familjen Ebenaceae. Inga underarter finns listade i Catalogue of Life.